# Simon Fraser (generał)
Simon Fraser (ur. 1729, zm. 1777) – brytyjski generał, uczestnik wojny o niepodległość Stanów Zjednoczonych.

## Życiorys
Służył w 78. Regimencie Piechoty (górale Frasera) pod dowództwem Jamesa Wolfe’a, a potem jako oficer sztabowy w Niemczech. W roku 1762 został majorem w 24. Regimencie Piechoty, a potem podpułkownikiem. Brał udział w kampanii brytyjskiej 1777 roku, gdy siły brytyjskie atakowały z terytorium Kanady wzdłuż jeziora Champlain i rzeki Hudson na południe, dowodził wtedy, jako dowódca doświadczony w walkach w Ameryce Północnej, brytyjskim korpusem uderzeniowym. Podczas bitwy pod Saratogą 7 października 1777 roku został śmiertelnie ranny.